# Jill Dando
Jill Wendy Dando (Weston-super-Mare, 9 november 1961 – Londen, 26 april 1999) was een Engelse journaliste, presentatrice en nieuwslezeres. Van 1985 tot haar overlijden in 1999 werkte Dando voor de BBC. In 1997 werd ze uitgeroepen tot BBC Personality of the Year. Voor de BBC presenteerde ze onder andere Breakfast Time, Breakfast News en Crimewatch.
Op 26 april 1999 werd Dando voor haar woning in Fulham van dichtbij door het hoofd geschoten. Aanvankelijk werd Barry George in 2001 schuldig bevonden aan de moord en veroordeeld tot een levenslange gevangenisstraf. In 2008 werd hij echter vrijgesproken, na meerdere keren zijn straf te hebben aangevochten. De moord is daardoor nooit opgehelderd.

## Nalatenschap
De uitvaart van Dando vond op 21 mei 1999 plaats in de Clarence Park Baptist Church in haar geboorteplaats Weston-super-Mare. Ze werd begraven naast haar moeder.
In oktober 2023 bracht Netflix een driedelige documentaire uit getiteld Who Killed Jill Dando?